# Atanas Atanasow (ur. 1959)
Atanas Petrow Atanasow, bułg. Атанас Петров Атанасов (ur. 17 maja 1959 w Batinie koło Ruse) – bułgarski prawnik i polityk, generał, parlamentarzysta, przewodniczący Demokratów na rzecz Silnej Bułgarii (DSB).

## Życiorys
Z wykształcenia prawnik, ukończył studia prawnicze na Uniwersytecie Sofijskim im. św. Klemensa z Ochrydy. Pracował jako sędzia w Ruse (1987–1988) i prokurator w Razgradzie (1988–1992). Następnie do 1995 kierował delegaturą ministerstwa spraw wewnętrznych, po czym praktykował jako adwokat.
Uzyskał stopień generalski. W rządzie Iwana Kostowa stanął na czele NSS, jednej z bułgarskich służb specjalnych. W 1999 przedstawił premierowi listę ponad 220 nazwisk osób, które miały być zamieszane w sprawy korupcyjne. W konsekwencji doszło do zdymisjonowania m.in. dziesięciu członków rządu. Działał później w organizacjach społecznych, współpracował przy tym z byłym premierem. Dołączył do założonej przez Iwana Kostowa partii Demokraci na rzecz Silnej Bułgarii, przewodniczył jej strukturom w Sofii. Z ramienia DSB od 2005 do 2009 zasiadał w Zgromadzeniu Narodowym 40. kadencji, a w 2011 został radnym miejskim Sofii. W latach 2014–2017 ponownie wchodził w skład bułgarskiego parlamentu (43. kadencji), wybrano go z listy koalicyjnego Bloku Reformatorskiego.
W 2017, po wyborczej porażce DSB, został nowym przewodniczącym tego ugrupowania. Stał się również jednym z liderów koalicji Demokratyczna Bułgaria. W kwietniu 2021, lipcu 2021, listopadzie 2021, październiku 2022, kwietniu 2023, czerwcu 2024 oraz październiku 2024 z jej rekomendacji uzyskiwał mandat posła do Zgromadzenia Narodowego 45., 46., 47., 48., 49., 50. i 51. kadencji.